# Chile en los Juegos Olímpicos de Londres 1948
La participación de Chile en los Juegos Olímpicos de Londres 1948 celebrada en Londres, Inglaterra, fue la séptima actuación olímpica de ese país y la segunda oficialmente organizada por el Comité Olímpico de Chile (COCh). La delegación chilena estuvo compuesta de 54 deportistas —50 hombres y 4 mujeres— que compitieron en 21 eventos en 9 deportes reconocidos por el Comité Olímpico Internacional (COI) en los Juegos Olímpicos de verano. El abanderado fue Mario Recordón.

## Desempeño

### Atletismo
100 metros masculino
| Deportista       | Edad | Evento               | Posición  |
| ---------------- | ---- | -------------------- | --------- |
| Alberto Labarthe | 20   | 100 metros masculino | 3 h11r1/4 |
| Carlos Silva     | 21   | 100 metros masculino | 4 h6 r1/4 |

400 metros masculino
| Deportista     | Edad | Evento               | Posición   |
| -------------- | ---- | -------------------- | ---------- |
| Gustavo Ehlers | 23   | 400 metros masculino | 3 h11r1/4  |
| Jaime Itlmann  |      | 400 metros masculino | 4 h12 r1/4 |

Maratón masculino
| Deportista        | Edad | Evento            | Posición |
| ----------------- | ---- | ----------------- | -------- |
| Enrique Inostroza | 27   | Maratón masculino | 15°      |

110 metros vallas masculino
| Deportista     | Edad | Evento                      | Posición  |
| -------------- | ---- | --------------------------- | --------- |
| Mario Recordón | 26   | 110 metros vallas masculino | 3 h1 r1/3 |

400 metros vallas masculino
| Deportista    | Edad | Evento                      | Posición  |
| ------------- | ---- | --------------------------- | --------- |
| Sergio Guzmán | 24   | 400 metros vallas masculino | 4 h4 r1/4 |

Relevo 4 × 400 metros masculino
| Deportista     | Edad | Evento                          | Posición  |
| -------------- | ---- | ------------------------------- | --------- |
| Sergio Guzmán  | 21   | Relevo 4 × 400 metros masculino | 4 h2 r1/2 |
| Carlos Silva   | 21   | Relevo 4 × 400 metros masculino | 4 h2 r1/2 |
| Gustavo Ehlers | 23   | Relevo 4 × 400 metros masculino | 4 h2 r1/2 |
| Jaime Itlmann  | -    | Relevo 4 × 400 metros masculino | 4 h2 r1/2 |

Salto de altura masculino
| Deportista       | Edad | Evento                    | Posición |
| ---------------- | ---- | ------------------------- | -------- |
| Alfredo Jadresic | 22   | Salto de altura masculino | 9°       |

Salto triple masculino
| Deportista  | Edad | Evento                 | Posición |
| ----------- | ---- | ---------------------- | -------- |
| Carlos Vera | 19   | Salto triple masculino | 23°      |

Lanzamiento de martillo masculino
| Deportista     | Edad | Evento                            | Posición |
| -------------- | ---- | --------------------------------- | -------- |
| Edmundo Zúñiga | -    | Lanzamiento de martillo masculino | 21°      |

Decatlón masculino
| Deportista      | Edad | Evento             | Posición |
| --------------- | ---- | ------------------ | -------- |
| Hernán Figueroa | 20   | Decatlón masculino | 20°      |
| Mario Recordón  | 26   | Decatlón masculino | 24°      |

100 metros femenino
| Deportista       | Edad | Evento              | Posición  |
| ---------------- | ---- | ------------------- | --------- |
| Betty Kretschmer | 20   | 100 metros femenino | 5 h3 r1/3 |

200 metros femenino
| Deportista       | Edad | Evento              | Posición   |
| ---------------- | ---- | ------------------- | ---------- |
| Betty Kretschmer | 20   | 200 metros femenino | 6 h5 r1/3  |
| Annegret Weller  | 18   | 200 metros femenino | AC h7 r1/3 |

80 metros vallas femenino
| Deportista   | Edad | Evento                    | Posición  |
| ------------ | ---- | ------------------------- | --------- |
| Marion Huber | -    | 80 metros vallas femenino | 5 h1 r1/3 |

Relevo 4 × 100 metros femenino
| Deportista       | Edad | Evento                         | Posición  |
| ---------------- | ---- | ------------------------------ | --------- |
| Marion Huber     | -    | Relevo 4 × 100 metros femenino | 3 h2 r1/2 |
| Betty Kretschmer | 20   | Relevo 4 × 100 metros femenino | 3 h2 r1/2 |
| Adriana Millard  | 21   | Relevo 4 × 100 metros femenino | 3 h2 r1/2 |
| Annegret Weller  | 18   | Relevo 4 × 100 metros femenino | 3 h2 r1/2 |

### Baloncesto
Torneo masculino
| Deportista        | Edad | Evento           | Posición |
| ----------------- | ---- | ---------------- | -------- |
| Andrés Mitrovic   | -    | Torneo masculino | 6°       |
| Eduardo Cordero   | 26   | Torneo masculino | 6°       |
| Eduardo Kapstein  | 34   | Torneo masculino | 6°       |
| Exequiel Figueroa | -    | Torneo masculino | 6°       |
| Hernán Raffo      | 19   | Torneo masculino | 6°       |
| Juan José Gallo   | 23   | Torneo masculino | 6°       |
| Luis Marmentini   | -    | Torneo masculino | 6°       |
| Manuel Ledesma    | 27   | Torneo masculino | 6°       |
| Marcos Sánchez    | -    | Torneo masculino | 6°       |
| Rolando Hammer    | -    | Torneo masculino | 6°       |
| Víctor Mahana     | 25   | Torneo masculino | 6°       |
| Eduardo Parra     | -    | Torneo masculino | 6°       |

### Boxeo
Peso gallo (54 kg) masculino
| Deportista         | Edad | Evento                       | Posición |
| ------------------ | ---- | ---------------------------- | -------- |
| Celestino González | -    | Peso gallo (54 kg) masculino | 5°       |

Peso pluma (-58 kg) masculino
| Deportista    | Edad | Evento                        | Posición |
| ------------- | ---- | ----------------------------- | -------- |
| Manuel Videla | -    | Peso pluma (-58 kg) masculino | 9°       |

Peso ligero (-62 kg) masculino
| Deportista      | Edad | Evento                         | Posición |
| --------------- | ---- | ------------------------------ | -------- |
| Eduardo Cornejo | -    | Peso ligero (-62 kg) masculino | 17°      |

Peso wélter (-67 kg) masculino
| Deportista      | Edad | Evento                         | Posición |
| --------------- | ---- | ------------------------------ | -------- |
| Humberto Loayza | 22   | Peso wélter (-67 kg) masculino | 9°       |

Peso pesado (+80 kg) masculino
| Deportista    | Edad | Evento                         | Posición |
| ------------- | ---- | ------------------------------ | -------- |
| Victor Bignon | -    | Peso pesado (+80 kg) masculino | 9°       |

### Ciclismo
Ciclismo en ruta individual masculino
| Deportista       | Edad | Evento                                | Posición |
| ---------------- | ---- | ------------------------------------- | -------- |
| Renato Iturrate  | -    | Ciclismo en ruta individual masculino | AC       |
| Mario Masanés    | 20   | Ciclismo en ruta individual masculino | AC       |
| Exequiel Ramírez | 23   | Ciclismo en ruta individual masculino | AC       |
| Rogelio Salcedo  | 23   | Ciclismo en ruta individual masculino | AC       |

Ciclismo en ruta por equipos masculino
| Deportista       | Edad | Evento                                 | Posición |
| ---------------- | ---- | -------------------------------------- | -------- |
| Renato Iturrate  | -    | Ciclismo en ruta por equipos masculino | AC       |
| Mario Masanés    | 20   | Ciclismo en ruta por equipos masculino | AC       |
| Exequiel Ramírez | 23   | Ciclismo en ruta por equipos masculino | AC       |
| Rogelio Salcedo  | 23   | Ciclismo en ruta por equipos masculino | AC       |

Sprint masculino
| Deportista    | Edad | Evento           | Posición |
| ------------- | ---- | ---------------- | -------- |
| Mario Masanés | 20   | Sprint masculino | 5°       |

### Esgrima
Florete individual masculino
| Deportista      | Edad | Evento                       | Posición  |
| --------------- | ---- | ---------------------------- | --------- |
| Enrique Accorsi | 31   | Florete individual masculino | 7 p3 r1/4 |

Espada individual masculino
| Deportista        | Edad | Evento                      | Posición  |
| ----------------- | ---- | --------------------------- | --------- |
| Enrique Accorsi   | 31   | Espada individual masculino | 6 p1 r1/4 |
| Ignacio Goldstein | 24   | Espada individual masculino | 7 p3 r1/4 |

Sable individual masculino
| Deportista        | Edad | Evento                     | Posición  |
| ----------------- | ---- | -------------------------- | --------- |
| Andrés Neubauer   | 40   | Sable individual masculino | 5 p4 r1/4 |
| Ignacio Goldstein | 24   | Sable individual masculino | 5 p7 r1/4 |

### Pentatlón moderno
Individual masculino
| Deportista     | Edad | Evento               | Posición |
| -------------- | ---- | -------------------- | -------- |
| Nilo Floody    | 27   | Individual masculino | 9°       |
| Hernán Fuentes | 30   | Individual masculino | 24°      |

### Saltos
Trampolín 3 metros masculino
| Deportista   | Edad | Evento                       | Posición |
| ------------ | ---- | ---------------------------- | -------- |
| Günther Mund | -    | Trampolín 3 metros masculino | 26°      |

### Tiro
Pistola rápida de fuego 25 metros masculino
| Deportista         | Edad | Evento                                      | Posición |
| ------------------ | ---- | ------------------------------------------- | -------- |
| Roberto Müller     | 45   | Pistola rápida de fuego 25 metros masculino | 21°      |
| Ignacio Cruzat     | -    | Pistola rápida de fuego 25 metros masculino | 42°      |
| Pedro Peña y Lillo | -    | Pistola rápida de fuego 25 metros masculino | 47°      |

Pistola libre 50 metros masculino
| Deportista      | Edad | Evento                            | Posición |
| --------------- | ---- | --------------------------------- | -------- |
| Ignacio Cruzat  | -    | Pistola libre 50 metros masculino | 18°      |
| Luis Ruiz Tagle | 50   | Pistola libre 50 metros masculino | 37°      |
| Roberto Müller  | 45   | Pistola libre 50 metros masculino | 40°      |

### Waterpolo
Waterpolo masculino
| Deportista        | Edad | Evento              | Posición |
| ----------------- | ---- | ------------------- | -------- |
| Teodoro Salah     | -    | Waterpolo masculino | 13°      |
| Luis Aguirrebeña  | 32   | Waterpolo masculino | 13°      |
| Isaac Froimovich  | 29   | Waterpolo masculino | 13°      |
| Pedro Aguirrebeña | 30   | Waterpolo masculino | 13°      |
| Augusto Hurtado   | 21   | Waterpolo masculino | 13°      |
| José Salah        | 27   | Waterpolo masculino | 13°      |
| Svante Törnvall   | 32   | Waterpolo masculino | 13°      |
| Osvaldo Martínez  | -    | Waterpolo masculino | 13°      |